# Charles Renouvier

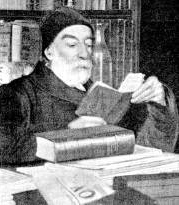
Charles Bernard Renouvier.

Charles Bernard Renouvier (Montpellier, 1 de enero de 1815-Prades, 1 de septiembre de 1903) fue un filósofo y escritor francés. Se considera un neokantiano, autor de un sistema filosófico propio denominado neocriticismo, que en lo político promueve la república y el socialismo. Su empirismo fue una influencia importante en su amigo William James.

## Biografía
Ingresó en 1834 en la École polytechnique, donde fue discípulo de Auguste Comte, de la que salió a los dos años, renunciando a los cargos públicos. Dedicado al estudio de las matemáticas y la filosofía, no por eso dejó de preocuparse por la política de su país. Afiliado a las ideas radicales, después de la revolución de 1848 y con los auspicios de Hippolyte Carnot publicó un Manuel républicain de l'homme et du citoyen (París, 1848), folleto que por sus tendencias socialistas fue denunciado a la asamblea constituyente y que, por haber recibido la aprobación oficial, fue la causa de la caída del mencionado ministro. En esta época de su vida escribió, además, una memoria sobre el cartesianismo premiada en 1841 por la Academia de Ciencias Morales y Políticas y dos prontuarios históricos titulados Manuel de Philosophie moderne (París, 1842) y Manuel de Philosophie ancienne (París, 1844).
En 1851 y en colaboración con varios demócratas publicó un proyecto de organización comunal y central con el título de Gouvernement direct; al mismo tiempo combatió la política del Elíseo en la prensa de oposición y particularmente en Liberté de penser, pero después del autogolpe de Estado de 1851 se retiró de la vida activa para dedicarse al estudio en su finca de Aviñón o en Prades.
Con el nombre de Essais de critique générale empezó la publicación de su sistema de filosofía, concebido como una reforma del idealismo kantiano y del realismo positivista. Comprenden dichos ensayos Traité de logique générale et de logique formelle (París, 1854), Psychologie rationnelle (París, 1859), Les principes de la nature (París, 1864), Introduction à la Philosophie analytique de l'Histoire (París, 1864) y, como complemento, La science de la morale (París, 1869). En otras obras, Renouvier amplió y corrigió en algunos puntos su sistema, principalmente aquellas en que trató problemas filosóficos especiales tales como Uchronie ou l'utopie dans l'Histoire (París, 1876), Esquisse d'une classification systématique des docrtines philosophiques (París, 1885-1886), La nouvelle monadologie (París, 1899), Les dilemmes de la métaphisique pure (París, 1901), Histoire et solution des problèmes métaphysiques (París, 1901) y Le personnalisme (París, 1903). Escribió, también, Victor Hugo, le poète (París, 1893) y Victor Hugo, le philosophe (París, 1900), además de numerosos artículos en revistas de la época como La Critique Philosophique y L'Année Philosophique, la mayor parte dedicados a la filosofía moderna.

## Obra sobre el autor
- Gabriel Jean Edmon Séailles, La Philosophie de Charles Renouvier